# 王家勤
王家勤（？—1647年），字卣一，号石雁。浙江鄞县人。
明末诸生，师事刘宗周，與華夏齊名，時稱“王華”，家勤之子娶華夏女為妻。顺治二年（1645年），清兵南下，與董志寧、張夢錫等圖謀抗清，时称“六狂生”。南明時授大理寺評事。後聯絡翁洲水师策划收复杭州城。不久事泄，华夏等被执，王家勤亦被捕，在杭州被斬殺，其門生私谥忠洁。